# Miomantini
Miomantini (лат.) — триба богомолов из семейства Miomantidae. Единственная триба подсемейства Miomantinae. Содержит 6 родов, распространенных в Афротропическом биогеографическом регионе:
- Taumantis Giglio-Tos, 1917
- Parasphendale Schulthess, 1898
- Cilnia Stål, 1876
- Paracilnia Werner, 1909
- Neocilnia Beier, 1930
- Miomantis Saussure, 1870

В течение XX века к трибе относили следующие роды:
- Arria Stal, 1877 — перенесён в семейство Haaniidae
- Sphodropoda Giglio-Tos, 1917, Trachymantis Giglio-Tos, 1917 и Zopheromantis Tindale, 1924— перенесены в трибу Archimantini семейства Mantidae.